# Jamaicapiewie
De Jamaicapiewie (Contopus pallidus) is een zangvogel uit de familie Tyrannidae (tirannen).

## Verspreiding en leefgebied
Deze soort is endemisch op Jamaica, een eiland in het Caribisch gebied ten zuiden van Cuba en ten westen van het eiland Hispaniola.

## Status
De grootte van de populatie is niet gekwantificeerd maar de soort wordt omschreven als algemeen en wijdverspreid. Op de Rode lijst van de IUCN heeft deze soort de status niet bedreigd.